# Robot de traite
Pour des articles plus généraux, voir Machine à traire et Traite du bétail.
 (décembre 2024).
Si vous disposez d'ouvrages ou d'articles de référence ou si vous connaissez des sites web de qualité traitant du thème abordé ici, merci de compléter l'article en donnant les références utiles à sa vérifiabilité et en les liant à la section « Notes et références ».

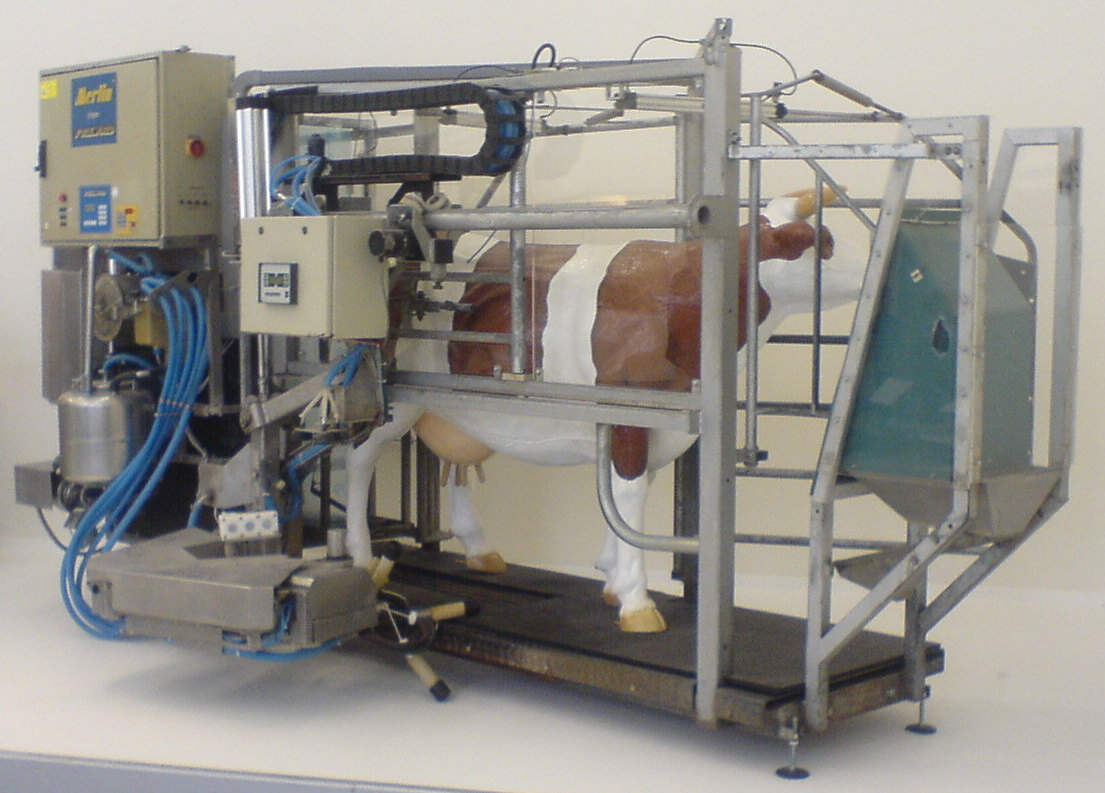
Un robot de traite au Musée allemand de Munich

Disposition typique d'une étable laitière à logettes et robot de traite. A la sortie du local de traite, les vaches sont dirigées à travers des portes à sens unique vers l'aire d'alimentation (Fressbereich) pour éviter qu'elles ne se couchent tout de suite dans l'aire de repos (Ruhebereich, ici à logettes) et qu'elles ne risquent une contamination des trayons (leur fermeture complète n'est pas immédiate).

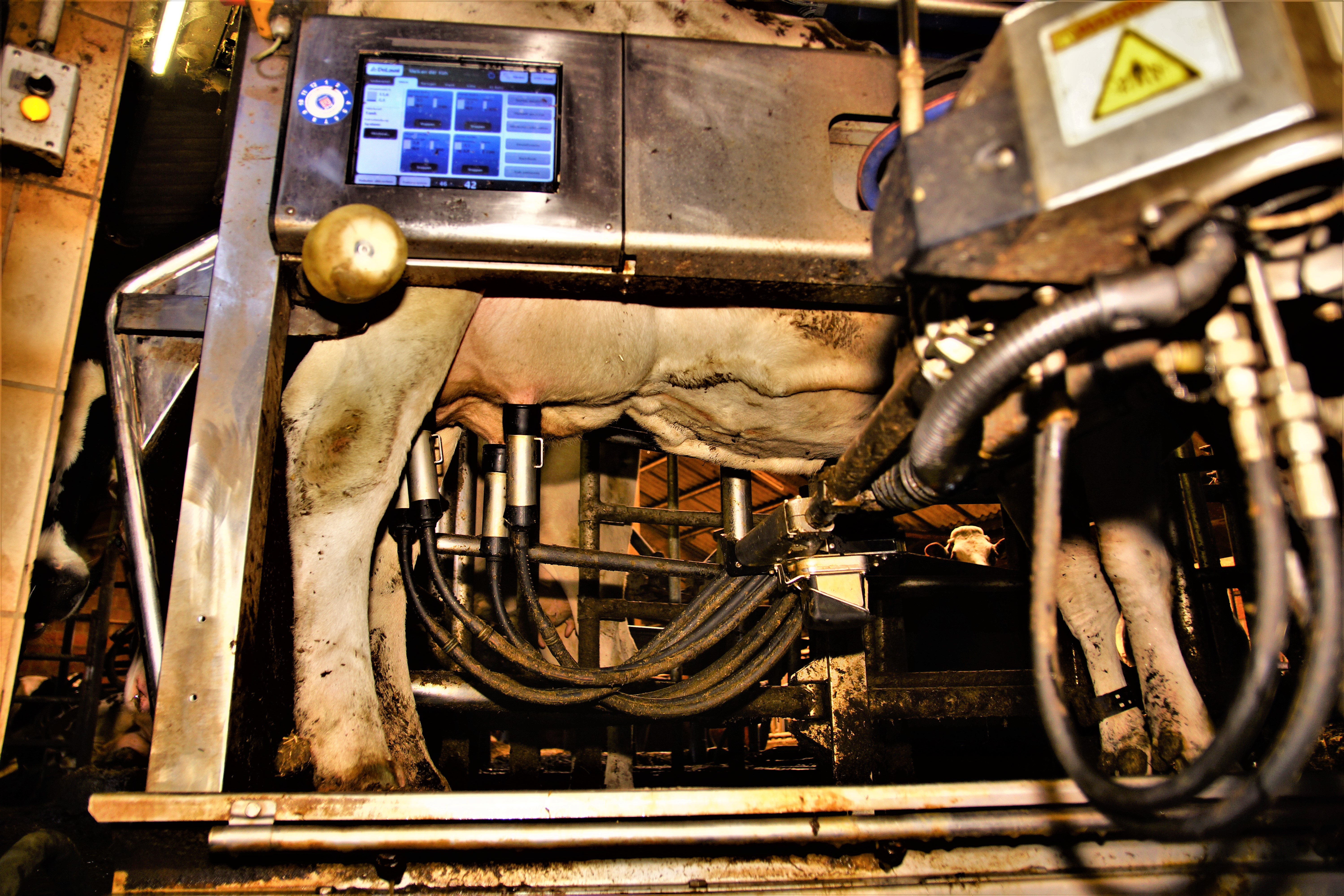
Un robot de traite DeLaval en essai.

Un robot de traite ou système de traite automatique ou salle de traite robotisée est un système entièrement automatisé destiné à traire les vaches.
La griffe de traite composée de quatre gobelets trayeurs est connectée au pis de la vache automatiquement et sans aucune aide manuelle grâce à un bras robotisé et des systèmes de détection, notamment des capteurs à ultrasons, laser et optiques. Les robots de traite opèrent généralement en association avec un distributeur automatique d'aliment. L'aliment concentré est utilisé comme attractif. Chaque vache munie d'une puce d'identification est reconnue par le logiciel du robot ; elle reçoit un complément alimentaire individuel adapté à ses besoins et le résultat de la traite est enregistré.

## Fonctionnement
Le robot est une salle ou un abri de traite, comportant une ou plusieurs unités de traite entièrement automatiques, qui fonctionne en général au moins 20h par jour. Les animaux peuvent se succéder presque sans interruption sur les postes de traite pendant ces 20 h alors qu'une installation traditionnelle n'est mise en fonctionnement qu'environ 3h par jour ; cela permet de réduire significativement le nombre de postes même si le nombre de traites par animal est plus élevé. En conséquence la machinerie (groupe électro-pneumatique, pompes et systèmes de contention) est aussi plus modeste.
Un petit couloir de contention ou parc de tri avec détecteur d'identité et barrières automatisées, après identification de l'animal, autorise ou refuse son entrée au local de traite en fonction des données enregistrées et de la programmation de l'éleveur (voir schéma d'étable laitière).

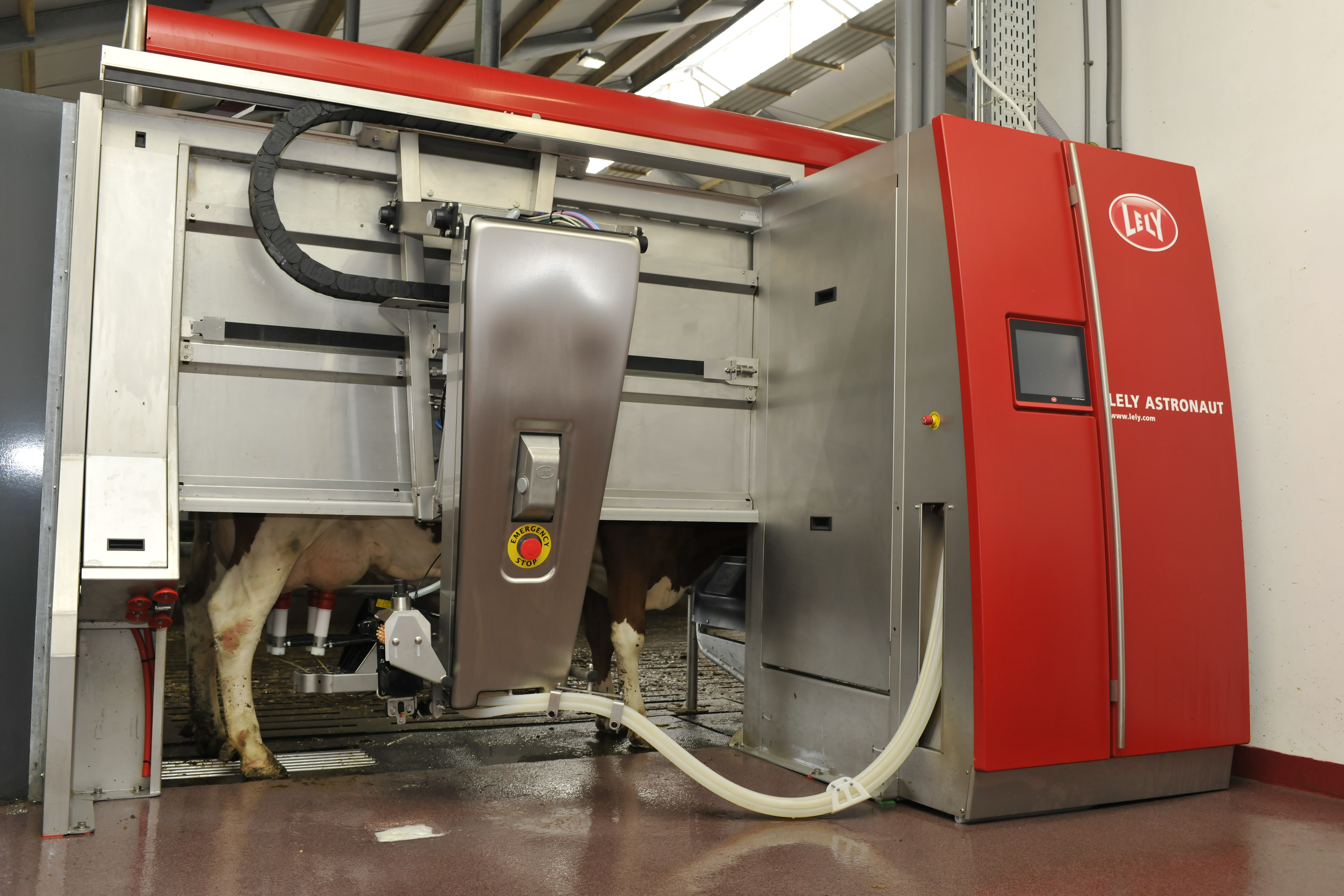
Robot Lely Astronaut, 2010.

L'ensemble est piloté par un ordinateur qui avertit le vacher en temps réel si besoin. L'ordinateur contrôle l'installation de l'animal dans la stalle en distribuant un aliment, effectue le nettoyage et la détection des trayons, adapte la durée de la traite, désinfecte les trayons, et effectue le rinçage des manchons des gobelets. Les vaches sont traites de 2 à 4 fois par jour, ce nombre étant programmé pour chaque individu du troupeau. Un arrêt de la traite, généralement la nuit permet le nettoyage automatique de l'installation et éventuellement l'entretien ou la réparation de la machine.

## Avantages
Les systèmes de traite automatiques réduisent le travail physique et la pénibilité du travail, car avec la traite conventionnelle, on trait généralement deux fois par jour avec un intervalle de 10 à 14 heures. Par leur principe de fonctionnement, les robots de traite sont équipés pour assurer une vaste collecte de données. Cette technologie est principalement utilisée pour détecter le lait non commercialisable. Le robot doit également répertorier les vaches qui ne se sont pas présentées à la traite. L'éleveur doit ensuite aller les chercher dans l'étable et les faire venir au robotou à terme les retirer du troupeau laitier.
Cette technologie sert également à mieux surveiller la santé des animaux. L'exploitant dispose de plus de temps pour le suivi et la surveillance des animaux. La température du lait, sa composition, sa quantité et parfois le poids corporel sont enregistrés à chaque traite. Étant donné que le robot connaît les données de la veille et que, par exemple, lors d'attaques de fièvre, la production de lait d'une vache chute de 35 à 30 litres par jour, cette vache est inscrite sur une liste de potentiellement malades. L'éleveur peut alors procéder à un contrôle plus avancé de l'animal et, si nécessaire, appeler le vétérinaire ou corriger l'alimentation. Cette collecte de données n'est souvent pas installée dans les salles de traite . Cela garantit une détection précoce des maladies, même avec un grand nombre de vaches.
Les chiffres collectés tels que la consommation d'aliments concentrés par kilogramme de lait ou la vitesse de traite par minute servent à sélectionner à long terme des vaches productives et en bonne santé et permettent de surveiller l'élevage.
L'intensité d'aspiration, la pulsation, le temps de traite et l'intensité de la stimulation peuvent être individualisés. Par exemple, les vaches qui ont des difficultés à produire de l'ocytocine sont stimulées plus fortement. De plus, les mammites précoces peuvent être éliminées plus tôt en prolongeant le processus de traite.
Un robot de traite étant un espace fermé, la vache peut manger des aliments concentrés en toute tranquillité sans être évincée par des vaches dominantes. Cela se produit occasionnellement avec une alimentation pure par transpondeur. Les quantités restantes d'aliments concentrés sont mesurées afin de garder une trace de la quantité réellement distribuée. Cela était également parfois possible avec les stations à transpondeur des années 1990.
Avec des performances de cheptel élevées, il est possible de programmer plusieurs traites par jour (jusqu'à quatre) sans effort supplémentaire, ce qui contribue à augmenter la quantité totale de lait produite et évite l'engorgement de la mamelle fréquent chez les primipares hautes productrices. Inversement, on peut diminuer progressivement le nombre de traites par jour au tarissement. L'espace requis pour les robots même avec le parc de tri est très réduit par rapport à l'ensemble salle de traite-salle d'attente traditionnel.

## Inconvénients
Les coûts d’investissement initiaux sont souvent cités comme des inconvénients. Une station robotisée de traite pour une soixantaine de vaches coûte entre 50 000 et 150 000 euros à l'achat. Les salles de traite pour le même nombre de vaches sont souvent moins chères. Les coûts d'une salle d'attente devant la salle de traite, où tout le troupeau est entassé en attendant d'entrer dans la salle de traite, dépendent de chaque entreprise. Certaines vaches ne peuvent pas être traites avec des robots en raison de la forme de leurs mamelles. Cependant, les lignées sélectionnées actuellement ne comportent pas de pis très bas.
La complexité du système et le peu de temps restant de nuit pour l'entretien obligent souvent l'éleveur à souscrire un contrat forfaitaire de maintenance parfois jugé couteux.
En cas de pâturage il est préférable que les prairies concernées soient attenantes à l'étable.

## Histoire

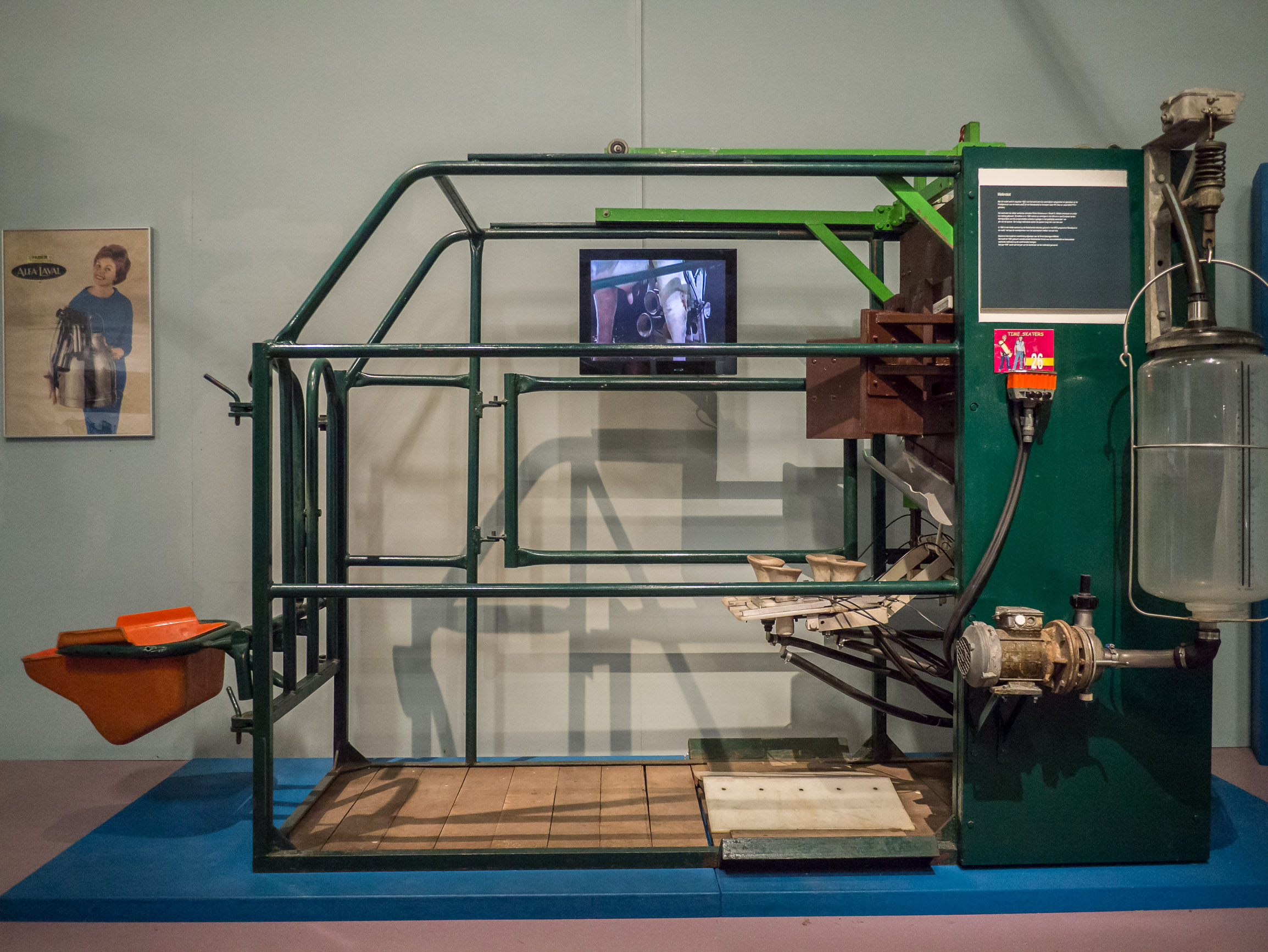
Prototype de 1983.

Des tentatives pour développer un système de traite automatique ont été faites depuis les années 1980. Un prototype de la société Düvelsdorf a été présenté pour la première fois au public professionnel agricole lors de la 3e édition d'Agritechnica en 1989. Les premiers robots de traite ont été installés dans les fermes à partir de 1992. Trois ans plus tard, la société Lely, a lancé la commercialisation de ses premiers modèles. Cette société est encore aujourd'hui leader du marché. Dans les pays scandinaves, plus de 80 % des nouvelles étables sont désormais équipées de robots de traite, car c'est là que les conditions technico-économiques de cet investissement sont les mieux satisfaites. Les exploitations disposent de suffisamment d'espace avec de bonnes performances animales et peuvent souvent économiser de la main d'œuvre salariée. Fin 2008, environ 9 000 installations étaient en service en Allemagne.

## Caractéristiques
Les systèmes de traite automatiques modernes sont proposés sous forme de systèmes à une ou plusieurs stalles.
Dans les systèmes à stalle unique, le robot d'accueil est connecté en permanence à la stalle de traite. Dans les systèmes multi-stalles, le robot de rattachement se déplace de boîte en boîte sur des rails fixés sur le côté. Un grand nombre de modules électroniques assurent le contrôle de l'ensemble du système et l'évaluation efficace de toutes les données pertinentes sur le lait et l'animal.
La capacité quotidienne (selon le fabricant) d'un système à une stalle est d'environ 170 à 200 traites par jour, ce qui signifie qu'environ 60 à 70 vaches peuvent être traites par stalle de traite. Avec un système à cinq stalles, jusqu'à 700 traites par jour peuvent être réalisées.
Dans la plupart des cas, les vaches sont attirées vers le parcours de traite (circulation libre) par les aliments concentrés présents dans la station de traite. L'animal est reconnu par un transpondeur. Si la vache doit être traite, elle recevra jusqu'à trois types d'aliments concentrés. Cependant, si l'animal a déjà été trait il y a peu de temps, il est automatiquement chassé de l'installation sans accès aux aliments concentrés. Il faut donc un certain temps avant que les vaches puissent évaluer de manière réaliste la fréquence à laquelle elles reçoivent de la nourriture et sont traites. Après le nettoyage des trayons, généralement avec un chiffon humide, la traite commence. Les trayons sont trempés en fin de traite pour appliquer un film antiseptique les protégeant des germes.
Les systèmes modernes sont également capables de trier automatiquement le lait contenant des grumeaux ou du sang pendant le processus de traite. Des tests ont montré que ces systèmes peuvent fonctionner avec une grande précision et trier tout le lait invendable sans gaspiller accidentellement du lait parfaitement bon.

## Fabricants

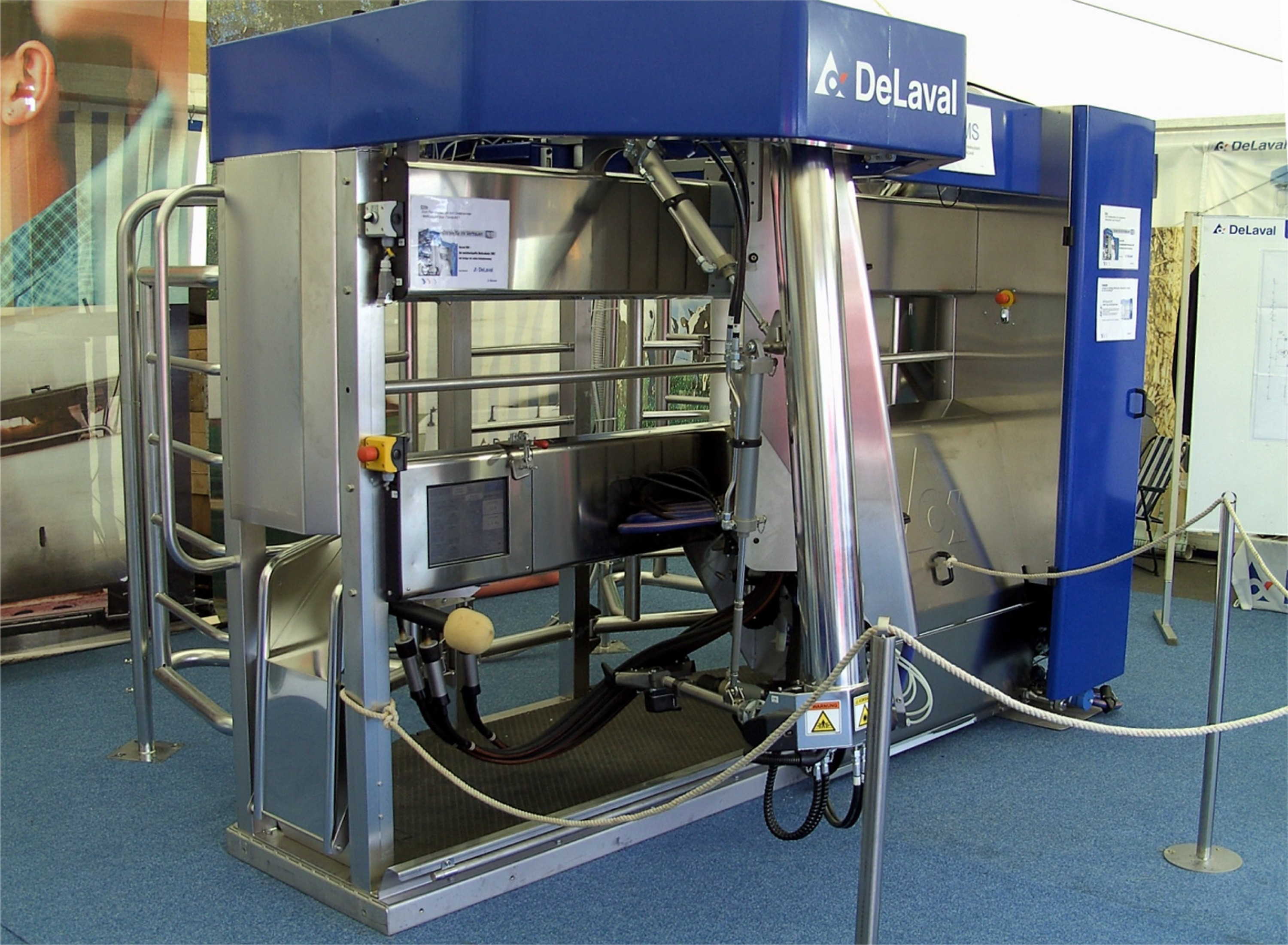
Système de traite VMS de DeLaval

Les fabricants de systèmes de traite automatique sont notamment :
- Lely (entreprise)
- DeLaval
- GEA Group